# Филипп Мекленбургский
Филипп Мекленбургский (12 сентября 1514, Шверин — 4 января 1557, Гюстров, Мекленбург — Передняя Померания) — герцог Мекленбургский в 1552—1557 годах.
Он был младшим сыном Генриха V Мекленбургского и Елены, дочери Филиппа, курфюрста Пфальца. В результате травмы на турнире он был психически неполноценен в течение многих лет. После смерти Генриха V в 1552 году он жил при дворе герцога Ульриха Мекленбургского в Гюстрове, где и умер. Самостоятельность его правления вызывает сомнения в свете его инвалидности.
Он был похоронен в Доберанском монастыре.